# Lluis Codina
Lluis Codina (Taradell, Cataluña, España, 17 de febrero de 1973) es un exfutbolista profesional español. Tras su retirada del mundo profesional en 2010 de la SD Eibar, en la temporada 2010-11 comenzó su carrera como entrenador en el Club Deportivo Mirandés como segundo técnico a las órdenes de Carlos Pouso.

## Clubes

### Como jugador
| Club                 | País   | Año       |
| -------------------- | ------ | --------- |
| Cantera RCD Espanyol | España |           |
| CE L'Hospitalet      | España | 1992-1994 |
| Deportivo Alavés     | España | 1994-1998 |
| CD Leganés           | España | 1998-2000 |
| Gimnastic            | España | 2000-2006 |
| SD Eibar             | España | 2006-2010 |

### Como entrenador
| Club                              | País   | Año   |
| --------------------------------- | ------ | ----- |
| Club Deportivo Mirandés (2º ent.) | España | 2010- |